# Cerkiew św. Mikołaja w Szczecinie
Cerkiew pod wezwaniem św. Mikołaja – prawosławna cerkiew konkatedralna i parafialna w Szczecinie. Należy do dekanatu Szczecin diecezji wrocławsko-szczecińskiej Polskiego Autokefalicznego Kościoła Prawosławnego.
Świątynia mieści się przy ulicy Zygmunta Starego 1.

## Historia
Cerkiew służąca szczecińskiej parafii prawosławnej do 2011 była zlokalizowana w wybudowanym w latach sześćdziesiątych XIX w. budynku przy ulicy ks. Piotra Wawrzyniaka 7, który służył w przeszłości jako przyszpitalna kaplica zespołu opiekuńczo-szpitalnego Betania, należącego do Kościoła Ewangelicko-Augsburskiego. Budynek został przyznany parafii prawosławnej w 1962 dzięki staraniom proboszcza szczecińskiej parafii ks. Aleksego Baranowa. Niezwłocznie przystąpiono do kapitalnego remontu budynku, w którym pomocne były władze miasta oraz Urząd do spraw Wyznań w Warszawie, który przeznaczył na ten cel sumę 43 650 złotych. Ówczesny proboszcz parafii oraz wierni wykazywali się ogromną troską o swoją świątynię. W krótkim czasie budynek przystosowano do potrzeb parafii. Uroczystej konsekracji nowej świątyni dokonał w 1965 ordynariusz diecezji wrocławsko-szczecińskiej Bazyli. Cerkiew (podobnie jak obecna) pełniła funkcję drugiej katedry biskupiej diecezji wrocławsko-szczecińskiej Polskiego Autokefalicznego Kościoła Prawosławnego. 
Z wyposażenia świątyni na uwagę zasługiwały usytuowane w głównym ikonostasie neobarokowe królewskie wrota z cerkwi w Gródku pod Hrubieszowem oraz ikony z cerkwi w Zdyni w Beskidzie Niskim. Wyposażenie to przywieźli ze sobą przesiedleńcy i repatrianci wyznania prawosławnego przybywający do Szczecina po II wojnie światowej z kresów wschodnich.
Obecnie prawa część budynku służy szczecińskiemu zborowi zielonoświątkowemu Betania, natomiast lewa, w której mieściła się cerkiew, mieści studio fotograficzne.

### Zdjęcia (dawna cerkiew)

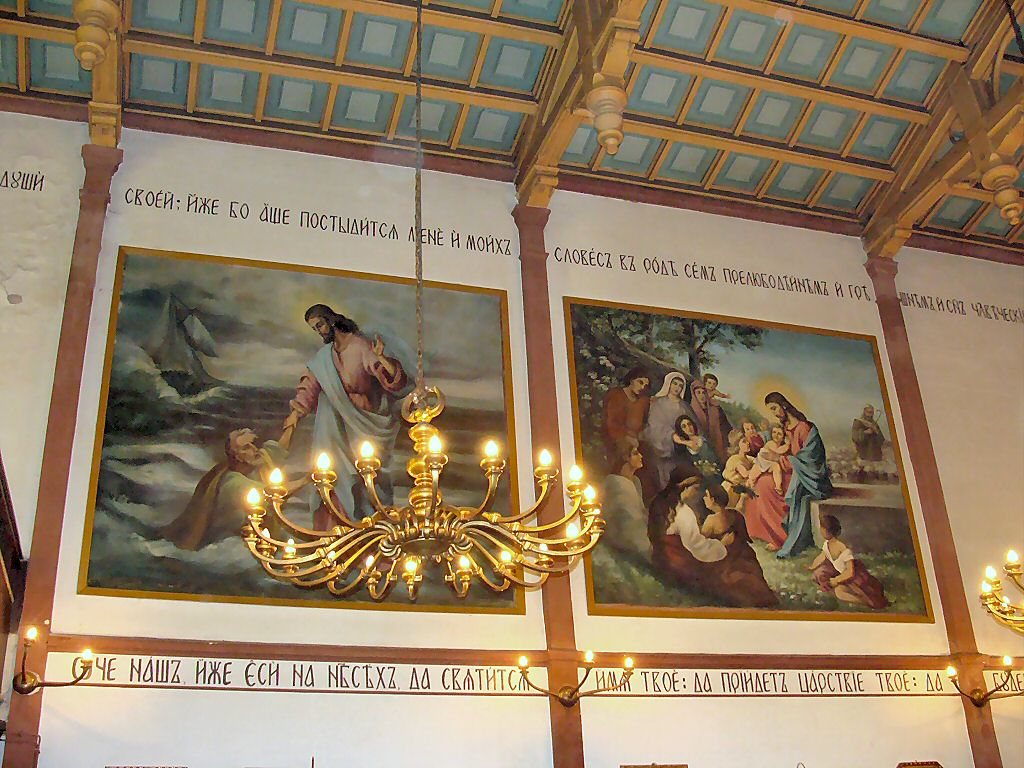
Malowidła ścienne
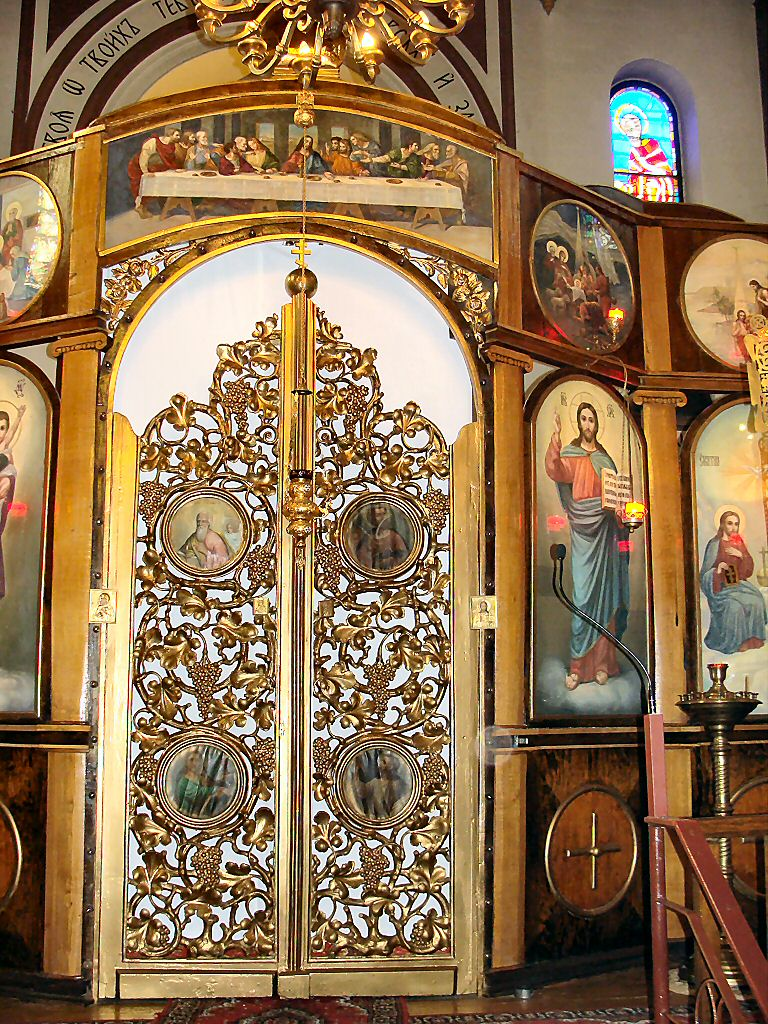
Carskie wrota
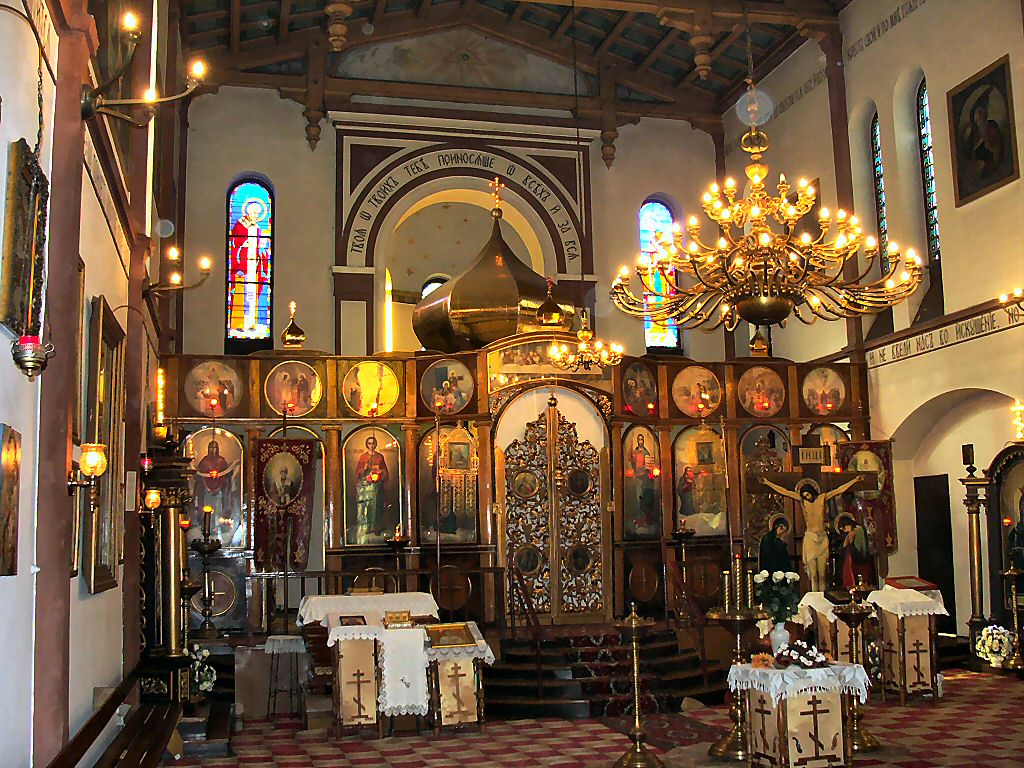
Ikonostas

## Nowa cerkiew
W 2004 parafia rozpoczęła budowę nowej cerkwi na placu przy skrzyżowaniu ulic Teofila Starzyńskiego i Zygmunta Starego (przed II wojną światową na tej samej lokalizacji znajdowało się kino publiczne „Urania”). Nowa świątynia, zbudowana w stylu bizantyjskim na planie krzyża greckiego, nosi to samo wezwanie co poprzednia. Budowę ukończono w 2011. Cerkiew została konsekrowana 17 września tegoż roku przez metropolitę warszawskiego i całej Polski Sawę w asyście licznych biskupów z Polski i zagranicy.